# Índice global del hambre

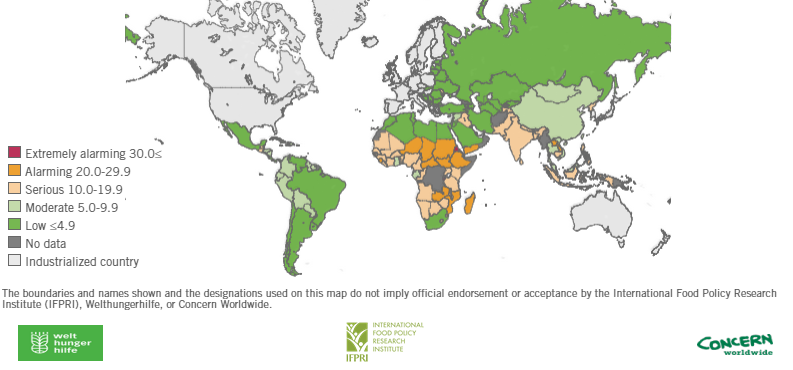
Índice global del hambre por país, GHI de 2014

El índice global del hambre (GHI, por su sigla en inglés de Global Hunger Index) es una herramienta estadística multidimensional utilizada para describir el estado del hambre en los países. El GHI mide el progreso y retrocesos en la lucha global contra el hambre. El índice es actualizado una vez al año.
El índice fue adaptado y desarrollado aún más por el Instituto Internacional de Investigación sobre Políticas Alimentarias (IFPRI, por su sigla en inglés). Fue publicado por primera vez en 2006 en conjunto con la ONG Welthungerhilfe. Desde 2007, la ONG irlandesa Concern Worldwide se juntó al grupo de editores.
El GHI de 2014 fue calculado para 120 países en vías de desarrollo y economías en transición, 56 de los cuales con una situación de hambre grave o peor.
Además de la clasificación, el informe Índice Global del Hambre se centra cada año en un tema principal: En 2013, el tema central fue el hambre oculta originada en la carencia de micronutrientes como vitaminas y minerales tales como vitamina A, yodo y hierro.
Temas de años anteriores incluyeron:
- La desnutrición infantil entre los niños menores de dos años de edad (2010).[6]
- El aumento de precios de los alimentos y la mayor volatilidad en los precios de los últimos años y los efectos de estos cambios sobre el hambre y la desnutrición en el año 2011.[12]
- En 2012: Logrando seguridad alimentaria y el uso sostenible de los recursos naturales, cuando las fuentes naturales de alimentos se vuelven más escasos.[8]
- En 2013, el tema central fue el fortalecimiento de la resiliencia a nivel comunitario contra la subnutrición y la malnutrición.[9]

Además de la edición anual del GHI, en 2008 se publicaron el Índice del Hambre para los Estados de la India y el Índice Subnacional del Hambre para Etiopía.

## Concepto y cálculo del GHI
El hambre tiene muchas facetas: aumento de la propensión a enfermedades, deficiencias en el estado nutricional, pérdida de energía, incapacidad, muerte por inanición o por enfermedades infecciosas mortales, cuyo curso es el resultado de una salud general débil.
El GHI es diseñado para captar diversos aspectos del hambre en un solo índice, presentando así una rápida visión general de un problema complejo. El índice toma en cuenta la situación de nutrición no solo de la población en general, sino también de un grupo fisiológicamente vulnerable —los niños— para el cual la falta de nutrientes crea un alto riesgo de crecimiento físico y/o cognitivo deficiente, y hasta de mortalidad. Además, al combinar indicadores medidos en forma independiente, el índice reduce los efectos de los errores aleatorios de medición.

### Indicadores
El GHI combina tres indicadores de igual ponderación:
1. La proporción de subnutridos como porcentaje de la población (lo que refleja la porción de la población con insuficiente ingesta de energía en la dieta),
2. La frecuencia de la insuficiencia de peso en los niños menores de cinco años (lo que indica la proporción de niños que sufren de pérdida de peso) y,
3. La tasa de mortalidad de los niños menores de cinco años (lo que refleja en parte la fatal sinergia entre ingesta insuficiente de alimentos y entornos insalubres).

### Cálculo del GHI
El índice global del hambre se calcula como sigue:
{\displaystyle GHI={\frac {PUN+CUW+CM}{3}}}
donde
{\displaystyle PUN:} proporción de la población que está subnutrida (en porcentaje)
{\displaystyle CUW:} frecuencia de insuficiencia de peso en niños menores de cinco años (en porcentaje)
{\displaystyle CM:} proporción de niños que mueren antes de los cinco años (en porcentaje)
El índice clasifica los países en una escala de 100 puntos, siendo 0 la mejor puntuación (no existe hambre) y 100 la peor, aunque en la práctica no se produce ninguna de estas situaciones extremas. Cuanto más alto el índice, peor es la situación alimentaría de un dicho país. Los valores por debajo de 4,9 reflejan poca hambre, los valores entre 5 y 9,9 reflejan un hambre moderada, los valores entre 10 y 19,9 indican un serio problema, los valores entre 20 y 29,9 son alarmantes y los de 30 o más son extremadamente alarmantes.

### Tendencias globales y regionales

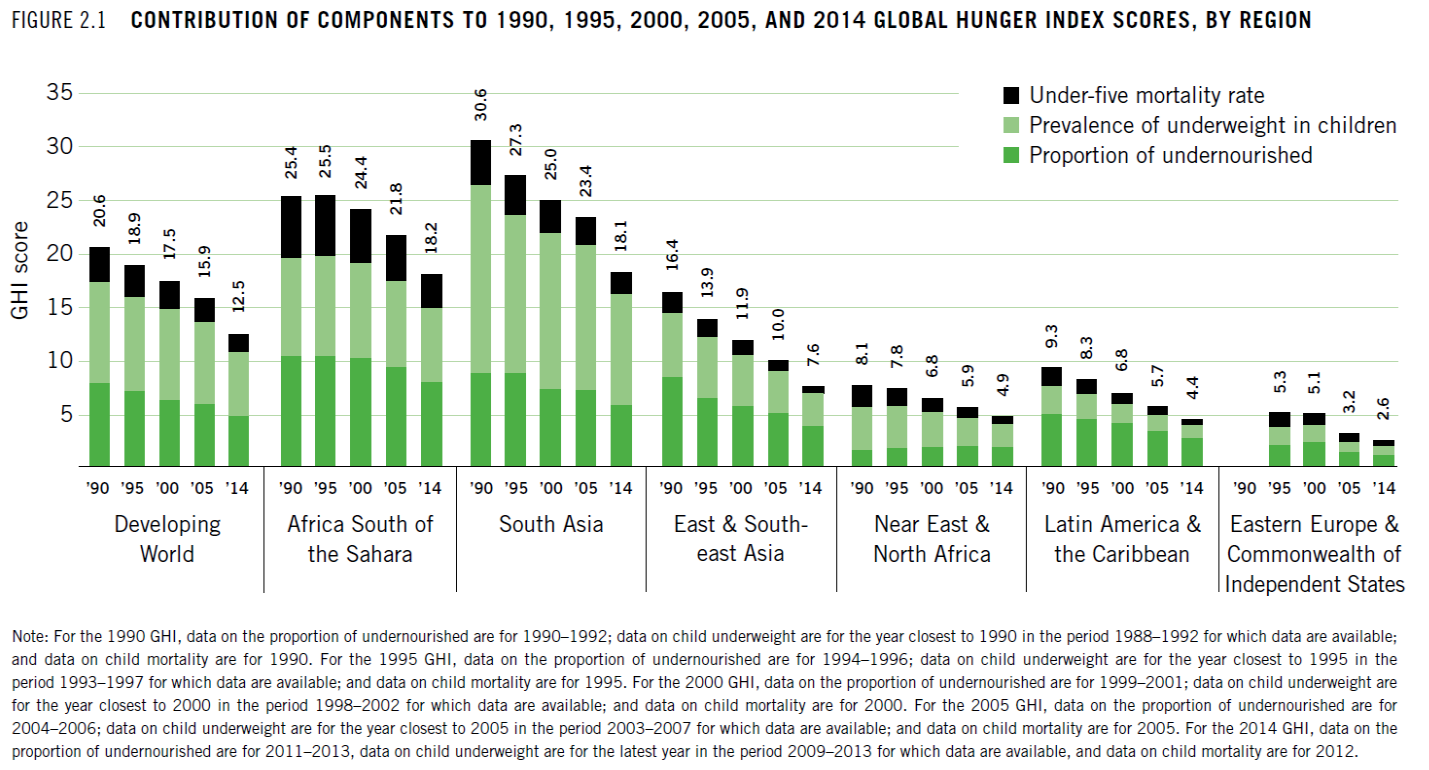
Comparando resultados: GHI de 1990 hasta 2014